# Батуров, Михаил Васильевич
Михаил Васильевич Батуров (5 ноября 1855—1934) — крестьянин, депутат Государственной думы II созыва от Казанской губернии.

## Биография
Крестьянин села Ошняк Анатышской волости Лаишевского уезда Казанской губернии. Стал сиротой в 8 лет, некоторое время приходилось побираться Христовым именем. Имел начальное образование. Служил в лейб-гвардии. Участвовал в русско-турецкой войне 1877—1878-х годов. После военной службы исполнял разные общественные должности. Пчеловод, держал до 300 семей пчёл. Занимался хлебопашеством на участке площадью 1,5 десятины.
6 февраля 1907 года был избран в Государственную думу II созыва от съезда уполномоченных от волостей. Вошёл в состав Трудовой группы и фракции Крестьянского союза. Состоял в Аграрной комиссии Думы.
После разгона Думы в июне 1907 арестован по обвинению в подстрекательстве крестьян к беспорядкам. Приговорён к 4 годам ссылки в Астраханскую губернию. Отбывал её в городе Чёрный Яр. Пытался там заниматься пчеловодством, но опыт был неудачным, так как пчёл, присланных из Казанской губернии, в первое же лето съели щурки. Об этом опубликовал заметку в журнале Астраханского общества садоводства и огородничества "Сад, огород и бахча".
Дальнейшая судьба детально неизвестна.
По воспоминаниям семьи скончался на родине в начале 1934 года, вернувшись туда из Киргизии в конце 1933 года.

## Семья
- Жена — Варвара Максимовна, урождённая ? (21 ноября 1856, Ошняк—20 января 1933, Беловодское, Киргизия)[источник не указан 786 дней]
  - Дочь — Надежда Михайловна Батурова (10 сентября 1876, Ошняк—?)[источник не указан 786 дней]
  - Сын — Фёдор Михайлович Батуров (12 сентября 1880 —?)[источник не указан 786 дней]
  - Дочь — Мария Михайловна Батурова (24 мая 1883, Ошняк—?)[источник не указан 786 дней]
  - Сын — Иван Михайлович Батуров (13 января 1889, Ошняк — 30 декабря 1972, Текели, Казахстан)[источник не указан 786 дней]
  - Дочь — Анна Михайловна Батурова (14 сентября 1890, Ошняк—?)[источник не указан 786 дней]
  - Сын — Дмитрий Михайлович Батуров (18 октября 1891, Ошняк — 27 сентября 1919, Ошняк)[источник не указан 786 дней]
  - Сын — Василий Михайлович Батуров (23 февраля 1896, Ошняк — 1962, Беловодское, Киргизия)[источник не указан 786 дней]

## Статьи
- Батуров М. В. Моя неудача в пчеловодстве в Астраханской губернии. //  "Сад, огород и бахча", март 1910, № 3, стр. 128—129.

### Архивы
- Российский государственный исторический архив. Фонд 1278. Опись 1 (2-й созыв). Дело 33; Дело 551. Лист 9.

## Комментарии

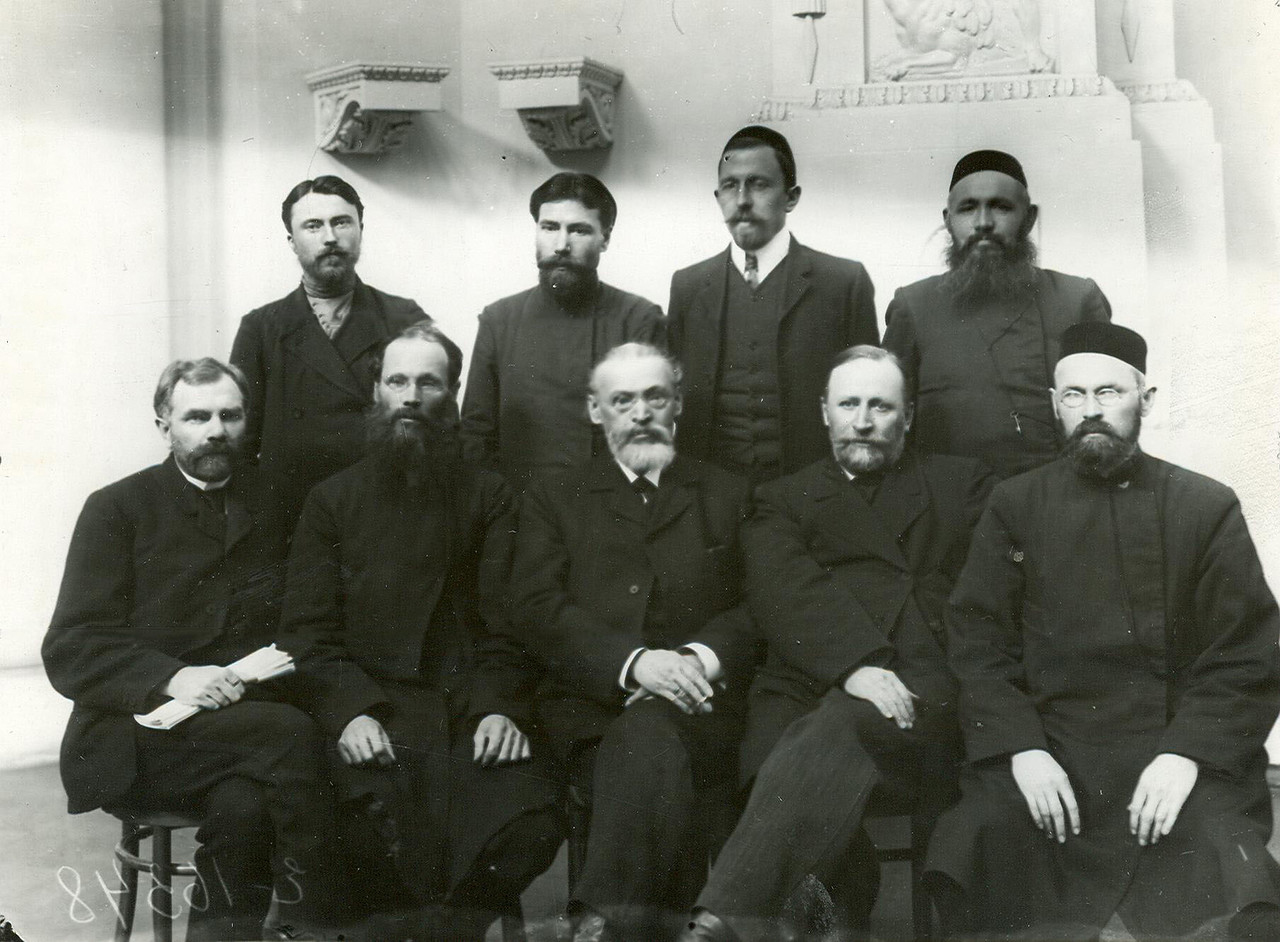
Группа депутатов II Государственной Думы от Казанской губернии. Стоят: Г. И. Петрухин, А. Ф. Фёдоров, С. Н. Максудов, Г. М. Мусин; сидят: З. М. Таланцев, М. В. Батуров, М. Я. Капустин, Д. А. Кушников, С. Т. Максютов.

1. ↑  В документах, связанных с думской деятельностью[2][3], приведена ошибочная дата рождения — 1857 год, которая, вероятно, восходит к неточности самого Батурова в анкете депутата
2. ↑  В документах, связанных с думской деятельностью М. В. Батурова[2][3], название села приведено с ошибкой —  Ашняк. То, что речь идёт о селе Ошняк, ныне  Русский Ошняк, подтверждается источниками[4] и воспоминаниями членов семьи.